# Brouwerij Hul

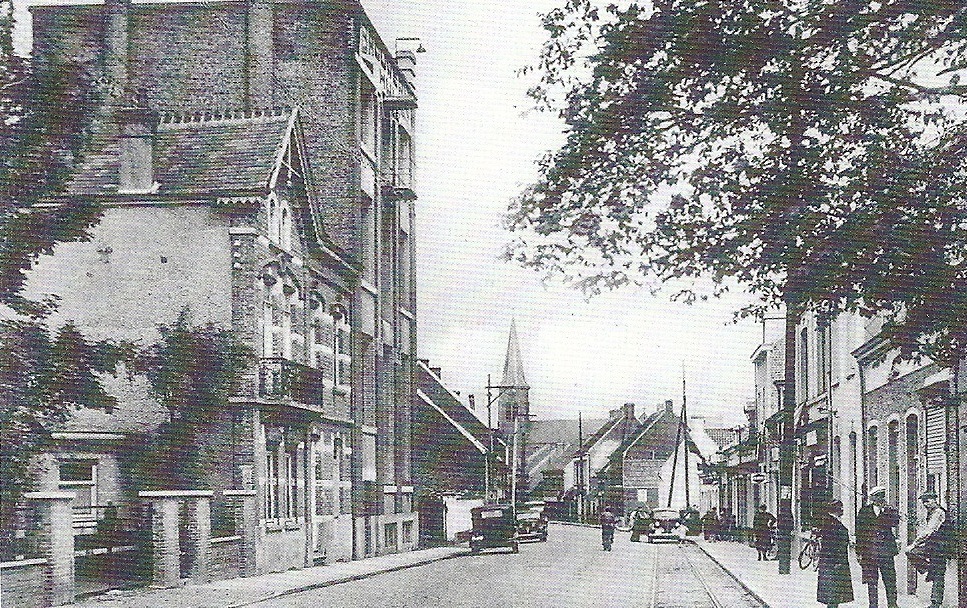
Links: Brouwerij Hul voor WO II.

Brouwerij Hul is een voormalige brouwerij in de Belgische gemeente Merelbeke. Het bedrijf was gelegen aan de Hundelgemsesteenweg. Thans is het grootwarenhuis Colruyt er gevestigd.

## 30 jaar
Eerder was de brouwerij Het Anker er gevestigd, de familie Raes was de laatste eigenaar. Dochter Bertha Raes was gehuwd met René Meiresonne (1885-1930), de broer van Aimé Meiresonne. Die was eigenaar van de gelijknamige brouwerij aan de Koepoortkaai in Gent.
In de jaren 30 werd het bedrijf verkocht aan de familie Hul. De zonen Emiel, Viktor, Leonce en Maurice van de houthandelaar Augustin Hul veranderden de naam in Brouwerij Hul. Deze bleef in handen van de familie tot in 1963, toen geraakte deze via brouwerij Krüger in bezit van Brouwerij Piedboeuf. In de jaren 80 werden de gebouwen afgebroken.
Volgens een Merelbeekse legende was Augustin Hul een vondeling, die in Windeke in een hul (struik) werd gevonden(?) en door de Windeekse familie Pontzeele (timmerlieden) liefdevol werd geadopteerd en opgevoed. 
De moeder van Augustin was in dienst geweest bij een oudere rijke man ...
Toen de oude man overleden was kwamen 2 dames gesluierd en in het zwart gekleed (zus van de oude man en dienstmeid) hem een grote beurs geld overhandigen. 
Dit was zijn manier om een "geste" te doen ten opzichte van zijn bastaardzoon. Augustin kocht daarmee het "blauw kasteel" in Scheldewindeke en begon de uitgestrekte bossen te kappen en te zagen. Daartoe richtte hij in Baaigem een zagerij in en werd een begoede burger.
Een andere bron vermeldt dat Hul een kind was van een kasteelvrouw. Nadat hij achter een hul was gevonden werd hij in Gent in een weeshuis geplaatst.
Hij huwde met  een dochter van de familie Pontzeele en startte een houtzagerij op.
Op een nog onduidelijke wijze kreeg hij een grote som geld toegestopt van het kasteel.
Daarmee wou hij een bos aankopen in Scheldewindeke, om zo hout te voorzien voor zijn houtzagerij. De voorwaarde was echter dat hij samen met het bos het nabijgelegen Blauw kasteel zou overnemen.
Zo kwam hij in het bezit van het Blauw kasteel te Scheldewindeke (genaamd naar het in blauwsteen opgetrokken kasteel).
Dit kasteel werd door 2 zussen van zijn vrouw bewoond. Het kasteel werd in 1957 afgebroken en momenteel waarheidsgetrouw terug opgebouwd.
Bovenstaande verhalen zijn streekgebonden legendes, die door de jaren heen sterk zijn aangedikt. 
Augustinus Hul werd gevonden in de "Rolle" te Gent op 2 februari 1863 en de volgende dag bij een pleeggezin geplaatst. Hij heeft nooit in een weeshuis doorgebracht. De naam is door wettelijke bepalingen in die tijd louter door alfabetische volgorde bepaald. De naam Hul heeft niets te maken met een zogenaamde struik waarachter hij gevonden zou zijn, maar is enkel toevallig alfabetisch tot stand gekomen.
Door zijn beroep als houthandelaar heeft hij veel geld verdiend, zeker door de wederopbouw na de Eerste Wereldoorlog. Met deze opbrengst kocht de familie Hul in 1922 het Blauw Kasteel van Scheldewindeke, voornamelijk voor de bosgronden om hun houtzagerij van hout te voorzien. Eerst werd het kasteel verhuurd aan een organisatie "Maison des Vacances", later in 1930 is Augustinus daar gaan wonen, samen met een van zijn zonen, nl. Leonce Hul, die de limonadefabriek op het terrein van het kasteel behartigde.
Het kasteel wordt herbouwd, maar niet waarheidsgetrouw. De bouwstijl en de ornamenten zijn totaal anders dan het origineel, dat in 1780 verbouwd werd. Sedert 1304 wordt het Blauw Kasteel omschreven als een neerhof, met toren en toegangspoort. In 1780 liet Markies Charles de Rode, Rodriguez d'Evora y Vega het kasteel verbouwen tot een classicistisch kasteel.
De betekenis van de huidige benaming is niet duidelijk. Men vermoedt dat het een kleuraanduiding is voor het gebruik van blauwe steen. Het zou ook kunnen dat de benaming fonetisch is afgeleid uit het plaatselijke toponiem "den Bloudrisch", zoals het domein in de 14e eeuw werd omschreven.

## Bieren
Export, Extra Stout, Faro tafelbier, Helder tafelbier, Hul Export, Hul Munich, Hul Pils, Pale Ale, Special 't Lindeken.